# Tulipa
- Commons
- Wikispecies

Tulipa L. é um género de plantas angiospermas (plantas com flores) da família das liláceas.
Com cerca de cem folhagens surge uma haste ereta, com flor solitária formada por seis pétalas. Suas cores e formas são bem variadas. Existem muitas variedades cultivadas e milhares de híbridos em diversas cores, tons matizados, pontas picotadas, etc.
O bulbo contém alcaloides termoestáveis e cristais de oxalato de cálcio. Manipulados libertam um pó que pode provocar conjuntivites, rinites e até crises de asma.

## Cultivo

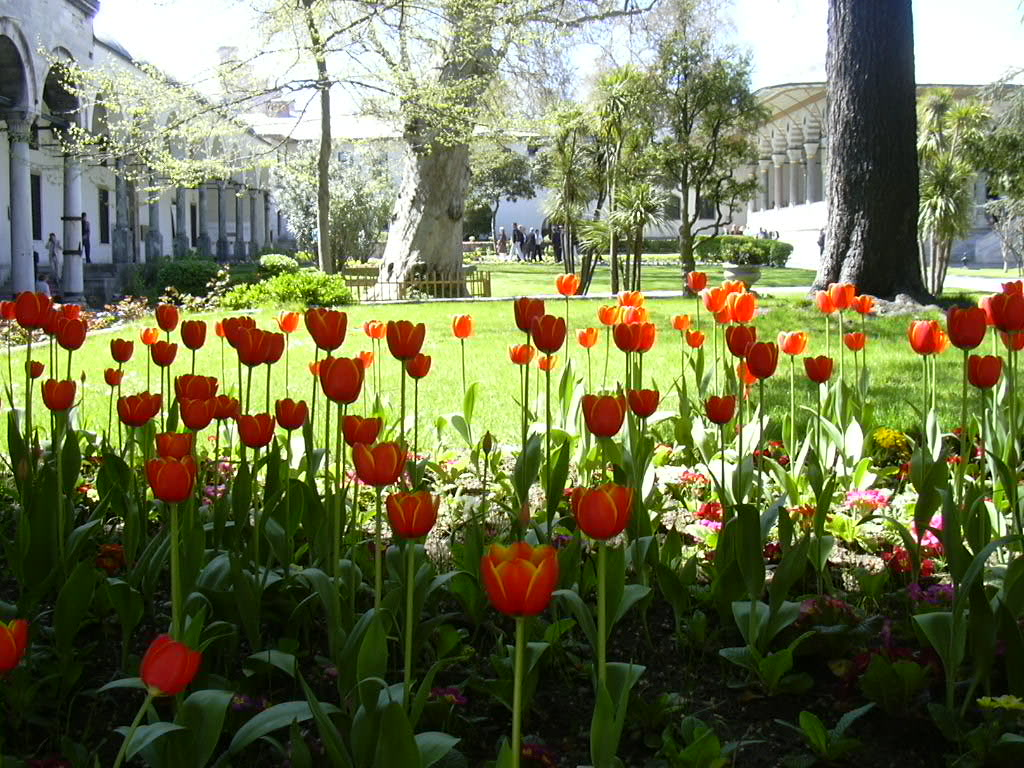
Túlipas no Palácio Topkapı em Istambul, Turquia.

## Na Europa
Na Europa os bulbos são enterrados no Outono, para florirem na Primavera.
No entanto, a flor é presente na cultura dos Países Baixos, principalmente por grandes campos em Keukenhof, que é onde está presente uma grande parte de tulipas.

## No Brasil
Embora as tulipas não se adaptem bem ao clima brasileiro, é possível induzir a planta a dar, pelo menos, mais uma floração, simulando as condições climáticas do seu habitat natural para estimular os bolbos a rebrotarem.
Para isso, ao adquirir um vaso de tulipas dê preferência aos que ainda estejam com as flores em botão, permitindo-lhe usufruir da beleza da flor por mais tempo. O vaso deverá ser conservado em um local fresco e com luminosidade, evitando-se os ventos e o sol forte. Alguns colocam algumas pedras de gelo sobre o substrato (mistura de terra) no vaso, pela manhã e ao entardecer, a fim de diminuir o excesso de calor.
Logo que as flores da planta murchem, corte-as, inclusive as folhas. Retire então os bolbos do substrato, limpe-os cuidadosamente com o auxílio de uma escova macia e mantenha-os em local fresco e arejado por cerca de 3 meses, sem deixar que se molhem.
Após esse período, plante os bolbos num novo vaso, com terra vegetal umedecida, sem que esteja encharcada. Embrulhe o vaso assim preparado num plástico e guarde-o no congelador da geladeira durante cerca de 6 meses, a uma temperatura ideal entre 2 e 5 °C. Passado esse tempo, retire o vaso da geladeira e coloque-o num local fresco e com boa luminosidade por mais 2 meses, mantendo a terra sempre úmida. Após esse procedimento, o vaso novamente embrulhado em plástico deve retornar ao congelador, onde deve permanecer por mais 6 meses. Ela pode ser de varias cores.

## Espécies
- Tulipa linifolia
- Tulipa praestans
- Tulipa saxatilis
- Lista completa

## Classificação do gênero
| Sistema | Classificação                     | Referência               |
| ------- | --------------------------------- | ------------------------ |
| Linné   | Classe Hexandria, ordem Monogynia | Species plantarum (1753) |